# Nassian
Nassian är en underprefektur i Elfenbenskusten. Den ligger i departementet med samma namn, i den östra delen av landet, 270 km nordost om huvudstaden Yamoussoukro.